# Pays basque français
Pour les articles homonymes, voir Pays basque (locution).

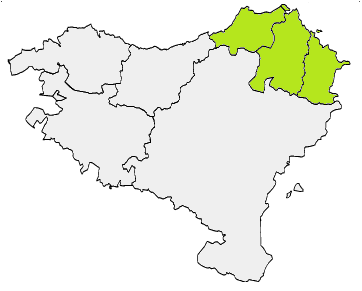
Localisation du Pays basque français dans l'ensemble du Pays basque.

Le Pays basque français ou Pays basque nord (en basque : Iparralde) est la partie du Pays basque située sur le territoire français. Il constitue la fraction nord du Pays basque, avec les trois provinces historiques basques du Labourd, de la Soule et de la Basse-Navarre. C'est aussi la partie occidentale du département des Pyrénées-Atlantiques.
La langue basque y est parlée par une minorité plus ou moins importante suivant les provinces, plus forte en montagne. Si, en 1806, la population était bascophone à 84 %, en 2016 elle était de 29,8 %, composée de 20,5 % de bilingues et 9,3 % de bilingues passifs. En 2010, le pourcentage de bascophones par commune variait de 7,19 % à Bayonne à 85,04 % à Lacarre.
Le Pays basque français a une superficie de 3 000 km2, représentant environ 15 % du Pays basque, pour une population d'environ 310 000 habitants dont 43 % sont nés hors du territoire. C'est une région à la fois très montagneuse et océane.

## Présentation
Le Pays basque nord est la somme de trois provinces basques sur sept, situées en France :
- le Labourd, appelé Lapurdi en basque ;
- la Basse-Navarre, appelée Behe-Nafarroa en basque ;
- la Soule, appelée Zuberoa en basque.

## Dénominations

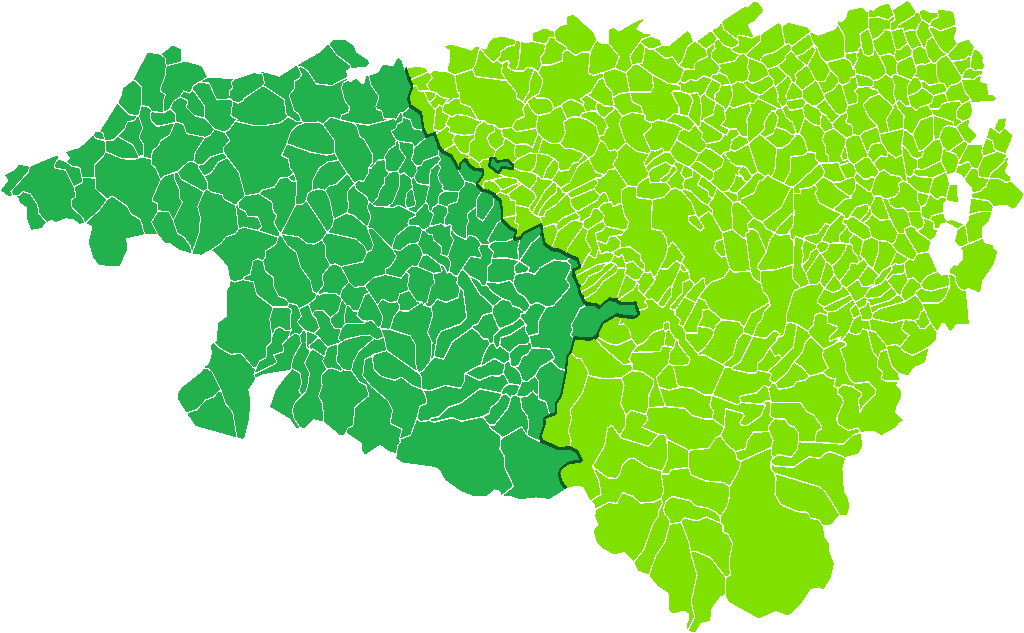
Le Pays basque français ou Pays basque nord en vert foncé dans les Pyrénées-Atlantiques.

Les dénominations Pays basque français et Pays basque de France, qui font référence à la possession de ce territoire par la France, mettent l'accent sur l'identité nationale-étatique. Elles s'opposent à Pays basque espagnol.
Les dénominations Pays basque nord, Pays basque septentrional ou Iparralde (« côté nord » en basque), qui prennent en compte l'environnement ethno-culturel et la géographie, indiquent que ce territoire se situe au nord des Pyrénées ou de l’Euskal Herria (« Pays basque » en basque). Elles s'opposent à Pays basque sud, Pays basque méridional ou Hegoalde (« côté sud » en basque),,,,,.

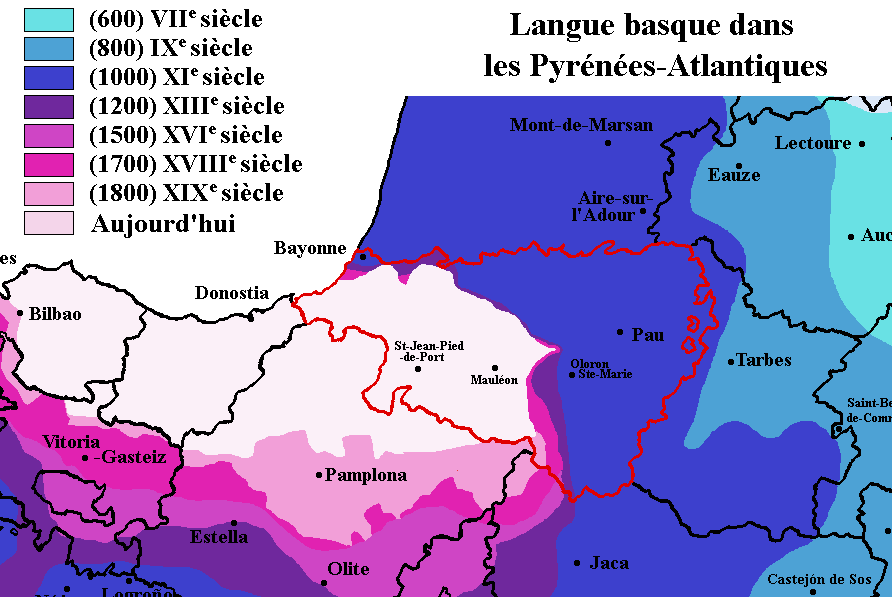
La langue basque dans les Pyrénées Atlantiques

## Géographie
Le Pays basque français a une superficie de 2 995,41 km2 et est délimité, au nord par le département des Landes, à l'ouest par le golfe de Gascogne, au sud par la Bidassoa et les Pyrénées, qui le séparent du Pays basque espagnol, et à l'est par le Béarn, qui constitue la partie orientale du département.

### Composition
| Le graphique qui aurait dû être présenté ici ne peut pas être affiché car il utilise l'ancienne extension Graph, désactivée pour des questions de sécurité. Des indications pour créer un nouveau graphique avec la nouvelle extension Chart sont disponibles ici . |

La population totale (2014) est de 300 787 habitants pour une superficie de 2 995,41 km2. La densité de population est donc d'environ 100 hab./km2, correspondant à la moyenne nationale totale (outre-mer compris), ce qui implique une forte densité sur la côte car elle est faible en montagne ; tandis que la densité de population en France métropolitaine est de 118 hab./km2 environ (2019).
L'influence des gens arrivant de l'extérieur est importante et surtout sur la zone côtière. En 2016, les personnes nées hors Pays basque représentent 43 % de la population et ils représentent 57 % des non-bascophones nés hors Pays basque.

## Démographie
Les recensements de population sont organisés en France depuis 1801, en principe tous les cinq ans.
Cependant, jusqu'en 2017 et la création de la communauté d'agglomération du Pays Basque il n'y a pas eu, de la part des autorités françaises, de statistiques officielles relatives à la population du Pays Basque français.
Ainsi, jusqu'en 1926, la population du Pays Basque se trouvant répartie entre l'arrondissement de Bayonne et l'arrondissement de Mauléon, l'addition des deux populations donne une indication relative à l'ensemble du Pays Basque.
En 1857 l'arrondissement de Bayonne est agrandi de Saint-Esprit et du Boucau, détachés des Landes et désormais comptés comme "basques".
À partir de 1926 la population se trouve partagée entre l'arrondissement de Bayonne et celui d'Oloron. Il faut alors additionner la population de l'arrondissement de Bayonne avec celles des cantons souletins de Mauléon et de Tardets.
Mais à la suite du redécoupage cantonal de 2014 en France, pour obtenir le total basque, il faut additionner la population des 12 nouveaux cantons basques.
Enfin, avec la création en 2017 de la communauté d'agglomération du Pays Basque, la population basque est prise en compte de manière officielle.

### Population bascophone

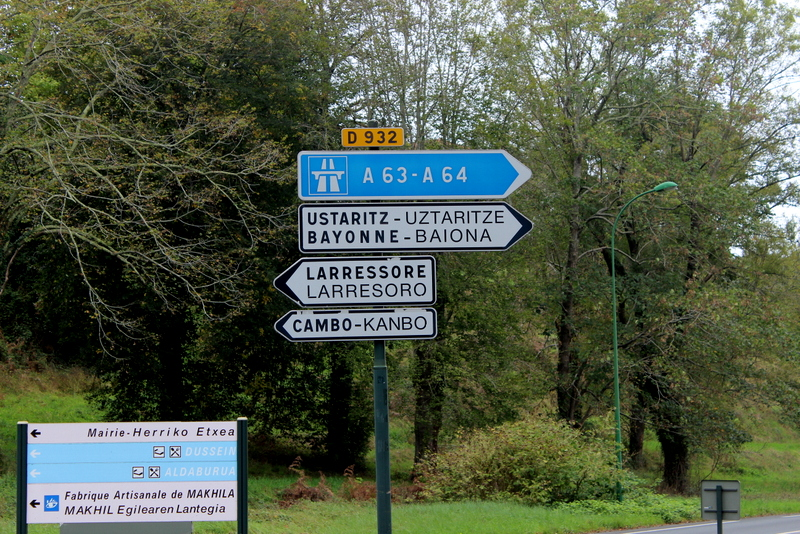
Signalisation bilingue au Pays basque français

En 1806, à l'occasion du recensement de la population, le bureau de la statistique du ministère de l'Intérieur conduisit, sous la direction de Charles Coquebert de Montbret, une enquête linguistique dans toutes les communes de l'Empire français. Coquebert de Montbret en donna les résultats après la chute de l'Empire dans les frontières de la France de 1815, dans un Essai d'un travail sur la géographie de la langue française.
L'enquête linguistique, qui additionna la population des communes suivant la langue maternelle des habitants, trouva que le basque était parlé dans les communes de l'ouest du département des Pyrénées-Atlantiques par 109 306 habitants sur environ 130 000 (soit environ 84 % de la population du Pays Basque, Bayonne comprise).
En 2016, l'enquête sociolinguistique du Pays basque a recensé 51 200 locuteurs bascophones de 16 ans et plus au Pays basque français, soit 20,5 % de la population auquel s'ajoute 9,3 % de bilingues passifs soit 23 300 personnes.

## Histoire
Les trois provinces historiques trouvent leur origine dans des territoires géographiques. Au cours de l'histoire, elles seront intégrées ou associées au royaume de France :
- dépendant initialement du royaume de Navarre, duquel Bayonne fut le port maritime,
- puis du duc d'Aquitaine, également roi d'Angleterre, le Labourd devient possession du domaine royal en 1450. Avec pour capitale Bayonne (Lapurdum en latin), il correspond grosso modo à la zone d'influence des ports de la façade maritime du Pays basque français et en particulier, celle du port commercial de Bayonne ;
- en 1449, la Soule passe des mains de la couronne anglaise à la vicomté du Béarn qui est rattachée au royaume de France par l'édit d'octobre 1620. La Soule correspond à la vallée de l'affluent Uhaitza (de « ur gaitza » signifiant « eau sauvage »), appelé Saison en français.
- la Basse-Navarre a une longue histoire commune avec la Navarre du Sud, jusqu'en 1521, lors de la prise de la Navarre par les Castillans. La Basse-Navarre est associée au royaume de France, en même temps que la vicomté du Béarn, par la Maison d'Albret. en 1589, Henri III de Navarre devient Henri IV, « roi de France et de Navarre ». Géographiquement, la Basse-Navarre est intégrée à la grande voie de communication, de l'ouest des Pyrénées correspondant à la zone d'influence de la voie Saint-Palais (Donapaleu) - Saint-Jean-Pied-de-Port (Donibane Garazi) qui se poursuit au sud, via Roncevaux-Orreaga et Pampelune-Iruña.

De même que les territoires historiques du Pays basque espagnol que sont l'Alava, la Biscaye, le Guipuscoa et la Navarre, les territoires historiques du Pays basque français disposent de fors « régionaux » qui collectent les lois locales et représentent l'autonomie de ces territoires par rapport aux royaumes. Par exemple, dans le for de Basse-Navarre, le viol d'une maîtresse de maison était considéré comme un crime punissable de mort. Ces fors sont abolis dans la nuit du 4 août 1789, en pleine effervescence révolutionnaire, de façon totalement arbitraire. Ces assemblées régionales, composées des délégués de chaque commune excluaient ou limitaient le pouvoir des privilégiés de l'époque, à savoir, la noblesse, la bourgeoisie naissante et le clergé. Le Biltzar du Labourd, le plus puissant des trois entités était celui qui avait réussi le mieux, à résister aux pressions de ces privilégiés [réf. nécessaire].
Lors de la division de la France en départements, en 1789, des propositions de créer un département basque, notamment par Dominique Garat, restent sans suite et le 4 mars 1790, les trois provinces sont regroupées avec le Béarn, les terres gasconnes de Bayonne et de Bidache et le Soubestre pour former le département des Basses-Pyrénées.

## Économie
Le Pays basque français possède une forte tradition agricole et, actuellement l'agriculture tient encore une part importante de l'économie de l'intérieur. Cette dynamique agricole, favorisée par le droit coutumier de l'installation d'un héritier à la ferme, est due à une capacité de développement de filières de qualité comme le fromage de brebis, le vin, le porc Kintoa ou le piment d'Espelette. Toutefois, elle demeure très dépendante de la filière du fromage de brebis ou Ardi-Gasna. Ces dernières années, les filières de circuit court avec des produits de consommation courante sont en pleine expansion. Néanmoins, son économie est avant tout de type touristique et résidentiel, avec ce que cela suppose d'emplois précaires et de difficultés humaines dans une zone à forte tension immobilière. Une dynamique d'entreprises a été toutefois promue par la Chambre de commerce et d'industrie Bayonne-Pays Basque, avec la technopole Izarbel et l'école d'ingénieurs ESTIA, au centre d'un réseau d'entreprises, mais aussi, grâce à des démarches de territoire rural, comme en Soule, ou urbaine sur la zone de Saint-Jean-de-Luz - Hendaye. Le réseau Hemen-Herrikoa (société de capital-risque solidaire), inspiré de l'expérience coopérativiste MCC (Mondragon Corporación Cooperativa) du Pays Basque sud à la fin des années 70, a également favorisé la création et le développement d'entreprises et de coopératives performantes en Pays Basque nord, qui est devenu le premier territoire coopérativiste d'Aquitaine.

## Nationalisme basque ou abertzalisme
Les nationalistes basques ou « abertzale » (patriote) défendent le regroupement du Pays basque nord ou français (Iparralde) et du Pays basque sud ou espagnol (Hegoalde) dans le cadre d'une nation, Euskadi ou Euskal Herria, en obtenant l'indépendance, dans un modèle de rupture capitaliste tiers-mondiste pour la gauche abertzale et dans l'intégration à une Union européenne fédérale pour le PNV, avec la présence de cette nation dans les instances internationales, selon le principe que toute nation dispose du droit fondamental à décider de son avenir. Pour les abertzale, cette nation existe déjà dans leur manière d'être et de vivre au quotidien.

## Propositions de réforme institutionnelle
En Pays Basque nord, petit territoire périphérique de près de 300 000 habitants, l'évolution institutionnelle est lente mais continue. Par arrêté du 29 janvier 1997, le préfet des Pyrénées-Atlantiques a reconnu un « Pays basque » comme pays au sens de la loi dite Pasqua de 1995, dont le territoire recoupe approximativement la partie du département peuplée de Basques. Dans les années 1990 et le début des années 2000, la création d'un « département basque » spécifique, disposant de ses propres institutions, comme un conseil général ou une chambre d'agriculture, devient une revendication centrale, qui réunit la majorité des élus locaux et des socio-professionnels.
Elle est désormais dépassée par la formule de « la collectivité territoriale Pays Basque » que le PNV est le premier mouvement à proposer en 2002, puis en 2009. Cette idée est ensuite reprise par la plateforme sociale Batera, avant d'être reprise par les deux conseils de développement et des élus. En 2015, un débat sur une intercommunalité du Pays basque se tient. Cette proposition, prise avec beaucoup de scepticisme par les acteurs locaux, est perçue comme un défi à relever. Le gouvernement français a en effet proposé différents scénarios d'évolution qui pourraient aboutir à la création d’une structure intercommunale qui doterait enfin le Pays basque d’un cadre institutionnel en 2017. La communauté d'agglomération du Pays Basque est créée au 1er janvier 2017 ; c'est la première fois que le Pays basque français correspond à une structure administrative territoriale officielle.

## Médias
Le Pays basque français et ses trois provinces possèdent des médias locaux.

### Télévision
- Le groupe audiovisuel Euskal Irrati Telebista (EiTB) est une entité publique dépendant du gouvernement basque qui dirige la Communauté autonome basque.
  - ETB 1 : L'ensemble du territoire basque (nord et sud) peut recevoir la chaîne bascophone ETB 1. Les communes basco-françaises adhèrent à un syndicat intercommunal pour le soutien à la culture basque qui a permis la diffusion de cette chaîne bascophone à l'aide des relais TDF français. À la suite du passage à la télévision numérique, ETB 1 est également accessible via le bouquet satellite Fransat pour les résidents des communes adhérant au syndicat intercommunal pour le soutien à la culture basque.
  - ETB 2, ETB 3, ETB 4 : À la suite du passage à la télévision numérique en 2011, les zones du Pays basque français captant le signal TNT (soit 90 % de la population) peuvent désormais recevoir l'ensemble des chaînes d'Euskal Telebista.
- France Télévisions
  - France 3 Euskal Herri Pays basque est un décrochage local dépendant de France 3 Aquitaine, créé en 1992.
- TVPI est une chaîne locale qui diffuse jusqu'à Mont-de-Marsan. Son siège est à Bidart.
- Kanaldude est une web TV de Basse-Navarre diffusant des programmes entièrement en langue basque.

### Radios
- Gure Irratia (106,6 - 105,7 - 90,5 MHz)
- Antxeta Irratia : radio de la zone d’Irun, Hondarribia, Hendaye, Béhobie et Biriatou.
- Irulegiko Irratia : Basse-Navarre (91,8 MHz)
- Xiberoko Botza : radio en souletin (95,5 - 103,7 - 88,8 91,8 MHz)
- Radio Mendililia : radio souletine essentiellement en français
- France Bleu Pays Basque
- Euskadi Irratia, Radio Euskadi et Eitb Irratia dépendent du groupe EITB.

### Journaux
- Sud Ouest propose une édition « Pays basque ». Cependant, cette édition n'intègre pas la Soule qui, elle, est traitée dans l'édition « Béarn & Soule ».
- Le Journal du Pays basque
- Gara : quotidien bascophone et hispanophone
- Berria : quotidien bascophone
- Herria : hebdomadaire bascophone
- Le Miroir de la Soule : hebdomadaire
- Le Journal de Saint-Palais : hebdomadaire
- Mediabask : quotidien numérique francophone

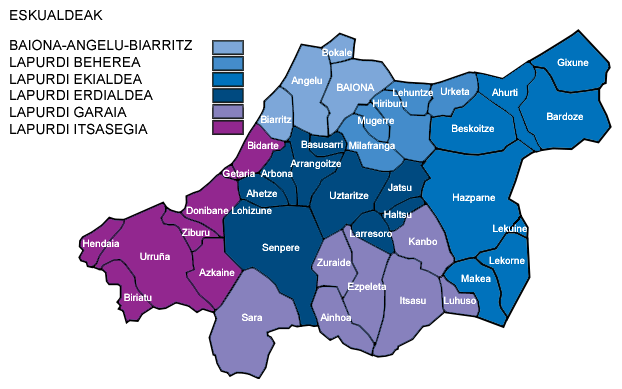
Province du Labourd.
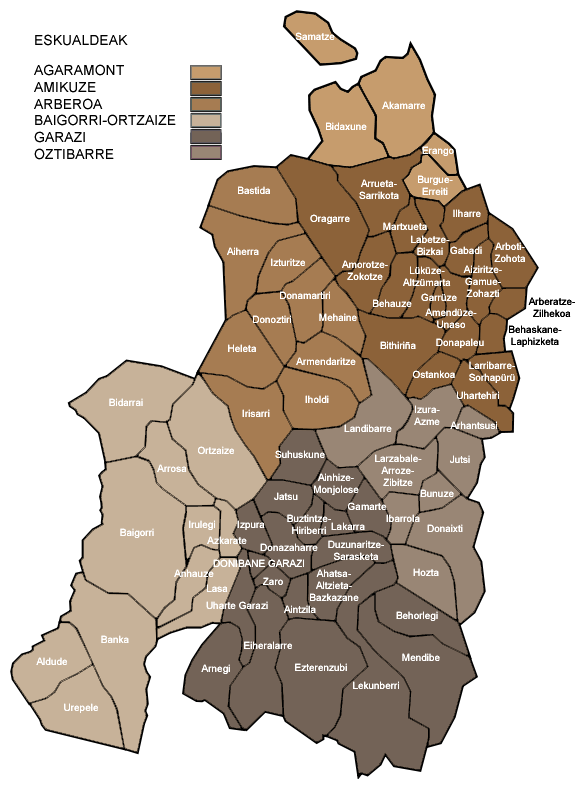
Province de Basse-Navarre.
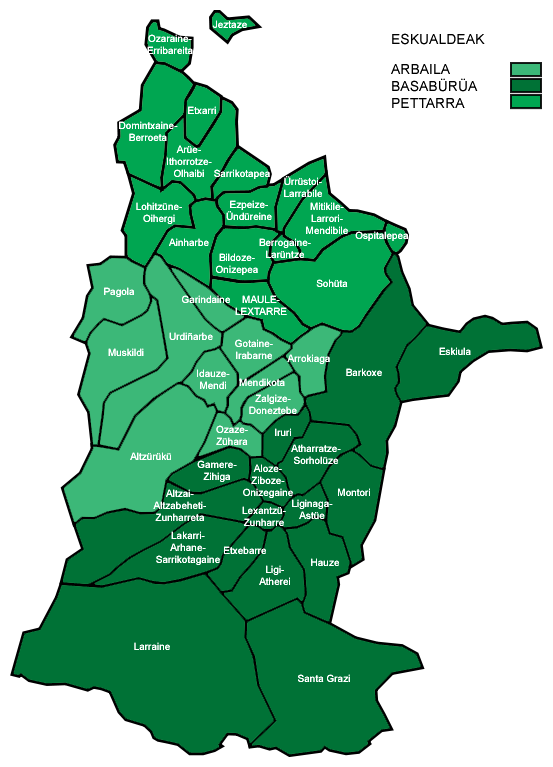
Province de la Soule.

## Bascophones par commune au Pays basque français
Pourcentage de bascophones par commune au Pays basque français en 2010.
| Communes                        | % de bascophones | Arrondissement      | Canton                                | Intercommunalité      | Superficie | Population (2018) | Code postal |
| ------------------------------- | ---------------- | ------------------- | ------------------------------------- | --------------------- | ---------- | ----------------- | ----------- |
| Ahaxe-Alciette-Bascassan        | 63,33            | Bayonne             | Montagne Basque                       | CA du Pays Basque     | 14,64      | 271               | 64220       |
| Ahetze                          | 15,91            | Bayonne             | Ustaritz-Vallées de Nive et Nivelle   | CA du Pays Basque     | 10,56      | 2114              | 64009       |
| Aïcirits-Camou-Suhast           | 10,55            | Bayonne             | Pays de Bidache, Amikuze et Ostibarre | CA du Pays Basque     | 9,5        | 669               | 64010       |
| Aincille                        | 71,19            | Bayonne             | Montagne Basque                       | CA du Pays Basque     | 6,26       | 114               | 64011       |
| Ainharp                         | 52,82            | Oloron-Sainte-Marie | Montagne Basque                       | CA du Pays Basque     | 14,07      | 139               | 64012       |
| Ainhice-Mongelos                | 77,44            | Bayonne             | Montagne Basque                       | CA du Pays Basque     | 10,3       | 172               | 64013       |
| Ainhoa                          | 27,34            | Bayonne             | Ustaritz-Vallées de Nive et Nivelle   | CA du Pays Basque     | 16,19      | 671               | 64014       |
| Alçay-Alçabéhéty-Sunharette     | 72,53            | Oloron-Sainte-Marie | Montagne Basque                       | CA du Pays Basque     | 34,4       | 220               | 64015       |
| Aldudes                         | 52,78            | Bayonne             | Montagne Basque                       | CA du Pays Basque     | 23,27      | 327               | 64016       |
| Alos-Sibas-Abense               | 60,82            | Oloron-Sainte-Marie | Montagne Basque                       | CA du Pays Basque     | 5,78       | 323               | 64017       |
| Amendeuix-Oneix                 | 17,17            | Bayonne             | Pays de Bidache, Amikuze et Ostibarre | CA du Pays Basque     | 7,66       | 448               | 64018       |
| Amorots-Succos                  | 19,12            | Bayonne             | Pays de Bidache, Amikuze et Ostibarre | CA du Pays Basque     | 15,2       | 229               | 64019       |
| Anglet                          | 8,1              | Bayonne             | Bayonne-2                             | CA du Pays Basque     | 26,93      | 39604             | 64024       |
| Anhaux                          | 55,06            | Bayonne             | Montagne Basque                       | CA du Pays Basque     | 12,33      | 380               | 64026       |
| Arancou                         | 11,83            | Bayonne             | Pays de Bidache, Amikuze et Ostibarre | CA du Pays Basque     | 5,3        | 168               | 64031       |
| Arbérats-Sillègue               | 17,22            | Bayonne             | Pays de Bidache, Amikuze et Ostibarre | CA du Pays Basque     | 5,29       | 277               | 64034       |
| Arbonne                         | 9,59             | Bayonne             | Ustaritz-Vallées de Nive et Nivelle   | CA du Pays Basque     | 10,59      | 2283              | 64035       |
| Arbouet-Sussaute                | 11,16            | Bayonne             | Pays de Bidache, Amikuze et Ostibarre | CA du Pays Basque     | 14,55      | 319               | 64036       |
| Arcangues                       | 18,76            | Bayonne             | Ustaritz-Vallées de Nive et Nivelle   | CA du Pays Basque     | 17,47      | 3188              | 64038       |
| Arhansus                        | 72,84            | Bayonne             | Pays de Bidache, Amikuze et Ostibarre | CA du Pays Basque     | 5,32       | 74                | 64045       |
| Armendarits                     | 16,01            | Bayonne             | Pays de Bidache, Amikuze et Ostibarre | CA du Pays Basque     | 17,27      | 402               | 64046       |
| Arnéguy                         | 65,38            | Bayonne             | Montagne Basque                       | CA du Pays Basque     | 21,21      | 237               | 64047       |
| Aroue-Ithorots-Olhaïby          | 51,22            | Bayonne             | Pays de Bidache, Amikuze et Ostibarre | CA du Pays Basque     | 17,85      | 236               | 64049       |
| Arrast-Larrebieu                | 60,19            | Oloron-Sainte-Marie | Montagne Basque                       | CA du Pays Basque     | 7,56       | 95                | 64050       |
| Arraute-Charritte               | 13,35            | Bayonne             | Pays de Bidache, Amikuze et Ostibarre | CA du Pays Basque     | 22,81      | 396               | 64051       |
| Ascain                          | 8,49             | Bayonne             | Ustaritz-Vallées de Nive et Nivelle   | CA du Pays Basque     | 19,27      | 4209              | 64065       |
| Ascarat                         | 51,27            | Bayonne             | Montagne Basque                       | CA du Pays Basque     | 5,82       | 318               | 64066       |
| Aussurucq                       | 58,27            | Oloron-Sainte-Marie | Montagne Basque                       | CA du Pays Basque     | 47,12      | 242               | 64081       |
| Ayherre                         | 17,28            | Bayonne             | Pays de Bidache, Amikuze et Ostibarre | CA du Pays Basque     | 27,65      | 1068              | 64086       |
| Banca                           | 63,47            | Bayonne             | Montagne Basque                       | CA du Pays Basque     | 49,6       | 347               | 64092       |
| Barcus                          | 77,39            | Oloron-Sainte-Marie | Montagne Basque                       | CA du Pays Basque     | 46,93      | 636               | 64093       |
| Bardos                          | 20,06            | Bayonne             | Nive-Adour                            | CA du Pays Basque     | 42,53      | 1828              | 64094       |
| Bassussarry                     | 16,93            | Bayonne             | Ustaritz-Vallées de Nive et Nivelle   | CA du Pays Basque     | 6,51       | 3179              | 64100       |
| Bayonne                         | 7,19             | Bayonne             | Bayonne-2                             | CA du Pays Basque     | 21,68      | 51411             | 64102       |
| Béguios                         | 12,18            | Bayonne             | Pays de Bidache, Amikuze et Ostibarre | CA du Pays Basque     | 11,26      | 256               | 64105       |
| Béhasque-Lapiste                | 17,07            | Bayonne             | Pays de Bidache, Amikuze et Ostibarre | CA du Pays Basque     | 5,64       | 515               | 64106       |
| Béhorléguy                      | 79,17            | Bayonne             | Montagne Basque                       | CA du Pays Basque     | 20,58      | 73                | 64107       |
| Bergouey-Viellenave             | 13,68            | Bayonne             | Pays de Bidache, Amikuze et Ostibarre | CA du Pays Basque     | 11,37      | 116               | 64113       |
| Berrogain-Laruns                | 51,47            | Oloron-Sainte-Marie | Montagne Basque                       | CA du Pays Basque     | 2,68       | 159               | 64115       |
| Beyrie-sur-Joyeuse              | 16,04            | Bayonne             | Pays de Bidache, Amikuze et Ostibarre | CA du Pays Basque     | 24,8       | 521               | 64120       |
| Biarritz                        | 8,26             | Bayonne             | Biarritz                              | CA du Pays Basque     | 11,66      | 25532             | 64122       |
| Bidache                         | 15,25            | Bayonne             | Pays de Bidache, Amikuze et Ostibarre | CA du Pays Basque     | 30,43      | 1364              | 64123       |
| Bidarray                        | 68,78            | Bayonne             | Montagne Basque                       | CA du Pays Basque     | 38,2       | 667               | 64124       |
| Bidart                          | 9,27             | Bayonne             | Saint-Jean-de-Luz                     | CA du Pays Basque     | 12,15      | 6892              | 64125       |
| Biriatou                        | 8,55             | Bayonne             | Hendaye-Côte Basque-Sud               | CA du Pays Basque     | 11,04      | 1224              | 64130       |
| Bonloc                          | 20,14            | Bayonne             | Pays de Bidache, Amikuze et Ostibarre | CA du Pays Basque     | 1,02       | 366               | 64134       |
| Boucau                          | 8,07             | Bayonne             | Bayonne-2                             | CA du Pays Basque     | 5,82       | 8489              | 64140       |
| Briscous                        | 17,44            | Bayonne             | Nive-Adour                            | CA du Pays Basque     | 31,29      | 2879              | 64147       |
| Bunus                           | 79,72            | Bayonne             | Pays de Bidache, Amikuze et Ostibarre | CA du Pays Basque     | 6,6        | 129               | 64150       |
| Bussunarits-Sarrasquette        | 75,98            | Bayonne             | Montagne Basque                       | CA du Pays Basque     | 12,04      | 206               | 64154       |
| Bustince-Iriberry               | 73,4             | Bayonne             | Montagne Basque                       | CA du Pays Basque     | 5,67       | 103               | 64155       |
| Cambo-les-Bains                 | 22,12            | Bayonne             | Baïgura et Mondarrain                 | CA du Pays Basque     | 22,49      | 6609              | 64160       |
| Came                            | 11,01            | Bayonne             | Pays de Bidache, Amikuze et Ostibarre | CA du Pays Basque     | 33,9       | 981               | 64161       |
| Camou-Cihigue                   | 65,79            | Oloron-Sainte-Marie | Montagne Basque                       | CA du Pays Basque     | 10,08      | 101               | 64162       |
| Çaro                            | 73,91            | Bayonne             | Montagne Basque                       | CA du Pays Basque     | 4,01       | 198               | 64166       |
| Charritte-de-Bas                | 63,64            | Oloron-Sainte-Marie | Montagne Basque                       | CA du Pays Basque     | 7,4        | 261               | 64187       |
| Chéraute                        | 50,54            | Oloron-Sainte-Marie | Montagne Basque                       | CA du Pays Basque     | 35,26      | 1085              | 64188       |
| Ciboure                         | 11,04            | Bayonne             | Saint-Jean-de-Luz                     | CA du Pays Basque     | 7,44       | 6220              | 64189       |
| Domezain-Berraute               | 60,17            | Bayonne             | Pays de Bidache, Amikuze et Ostibarre | CA du Pays Basque     | 21,56      | 485               | 64202       |
| Espelette                       | 14,96            | Bayonne             | Baïgura et Mondarrain                 | CA du Pays Basque     | 26,85      | 1987              | 64213       |
| Espès-Undurein                  | 59,7             | Oloron-Sainte-Marie | Montagne Basque                       | CA du Pays Basque     | 9,78       | 493               | 64214       |
| Esquiule                        | 62,85            | Oloron-Sainte-Marie | Orthez et Terres des Gaves et du Sel  | CC du Béarn des Gaves | 28,58      | 537               | 64217       |
| Estérençuby                     | 78,01            | Bayonne             | Montagne Basque                       | CA du Pays Basque     | 45,87      | 337               | 64218       |
| Etcharry                        | 59,02            | Bayonne             | Pays de Bidache, Amikuze et Ostibarre | CA du Pays Basque     | 7,43       | 135               | 64221       |
| Etchebar                        | 67,74            | Oloron-Sainte-Marie | Montagne Basque                       | CA du Pays Basque     | 8,23       | 74                | 64222       |
| Gabat                           | 10,23            | Bayonne             | Pays de Bidache, Amikuze et Ostibarre | CA du Pays Basque     | 8,31       | 267               | 64228       |
| Gamarthe                        | 64,76            | Bayonne             | Montagne Basque                       | CA du Pays Basque     | 9,91       | 127               | 64229       |
| Garindein                       | 68,38            | Oloron-Sainte-Marie | Montagne Basque                       | CA du Pays Basque     | 6,87       | 499               | 64231       |
| Garris                          | 17,61            | Bayonne             | Pays de Bidache, Amikuze et Ostibarre | CA du Pays Basque     | 3,13       | 281               | 64235       |
| Gestas                          | 67,14            | Oloron-Sainte-Marie | Le Cœur de Béarn                      | CC du Béarn des Gaves | 2,19       | 73                | 64242       |
| Gotein-Libarrenx                | 55,95            | Oloron-Sainte-Marie | Montagne Basque                       | CA du Pays Basque     | 11,75      | 475               | 64247       |
| Guéthary                        | 11,23            | Bayonne             | Saint-Jean-de-Luz                     | CA du Pays Basque     | 1,4        | 1329              | 64249       |
| Guiche                          | 20,27            | Bayonne             | Nive-Adour                            | CA du Pays Basque     | 24,85      | 979               | 64250       |
| Halsou                          | 15,31            | Bayonne             | Baïgura et Mondarrain                 | CA du Pays Basque     | 5,08       | 612               | 64255       |
| Hasparren                       | 20,62            | Bayonne             | Baïgura et Mondarrain                 | CA du Pays Basque     | 77,01      | 7173              | 64256       |
| Haux                            | 65,05            | Oloron-Sainte-Marie | Montagne Basque                       | CA du Pays Basque     | 17,01      | 84                | 64258       |
| Hélette                         | 27,94            | Bayonne             | Pays de Bidache, Amikuze et Ostibarre | CA du Pays Basque     | 23,45      | 724               | 64259       |
| Hendaye                         | 8,73             | Bayonne             | Hendaye-Côte Basque-Sud               | CA du Pays Basque     | 7,95       | 16805             | 64260       |
| Hosta                           | 72,15            | Bayonne             | Pays de Bidache, Amikuze et Ostibarre | CA du Pays Basque     | 17,08      | 87                | 64265       |
| Ibarrolle                       | 77,27            | Bayonne             | Pays de Bidache, Amikuze et Ostibarre | CA du Pays Basque     | 8,87       | 79                | 64267       |
| Idaux-Mendy                     | 57,41            | Oloron-Sainte-Marie | Montagne Basque                       | CA du Pays Basque     | 9,67       | 275               | 64268       |
| Iholdy                          | 21,12            | Bayonne             | Pays de Bidache, Amikuze et Ostibarre | CA du Pays Basque     | 21,63      | 545               | 64271       |
| Ilharre                         | 11,45            | Bayonne             | Pays de Bidache, Amikuze et Ostibarre | CA du Pays Basque     | 10,55      | 149               | 64272       |
| Irissarry                       | 28,59            | Bayonne             | Pays de Bidache, Amikuze et Ostibarre | CA du Pays Basque     | 26,39      | 897               | 64273       |
| Irouléguy                       | 60,34            | Bayonne             | Montagne Basque                       | CA du Pays Basque     | 9,38       | 359               | 64274       |
| Ispoure                         | 81,35            | Bayonne             | Montagne Basque                       | CA du Pays Basque     | 7,85       | 673               | 64275       |
| Isturits                        | 23,61            | Bayonne             | Pays de Bidache, Amikuze et Ostibarre | CA du Pays Basque     | 13,6       | 518               | 64277       |
| Itxassou                        | 42,2             | Bayonne             | Baïgura et Mondarrain                 | CA du Pays Basque     | 39,37      | 2184              | 64279       |
| Jatxou                          | 18,1             | Bayonne             | Baïgura et Mondarrain                 | CA du Pays Basque     | 13,95      | 1161              | 64282       |
| Jaxu                            | 70,42            | Bayonne             | Montagne Basque                       | CA du Pays Basque     | 10,65      | 198               | 64283       |
| Juxue                           | 59,38            | Bayonne             | Pays de Bidache, Amikuze et Ostibarre | CA du Pays Basque     | 15,17      | 208               | 64285       |
| La Bastide-Clairence            | 18,27            | Bayonne             | Pays de Bidache, Amikuze et Ostibarre | CA du Pays Basque     | 23,39      | 970               | 64289       |
| Labets-Biscay                   | 12,05            | Bayonne             | Pays de Bidache, Amikuze et Ostibarre | CA du Pays Basque     | 8,79       | 159               | 64294       |
| Lacarre                         | 85,04            | Bayonne             | Montagne Basque                       | CA du Pays Basque     | 4,4        | 172               | 64297       |
| Lacarry-Arhan-Charritte-de-Haut | 65,32            | Oloron-Sainte-Marie | Montagne Basque                       | CA du Pays Basque     | 23,32      | 130               | 64298       |
| Laguinge-Restoue                | 63,76            | Oloron-Sainte-Marie | Montagne Basque                       | CA du Pays Basque     | 6          | 157               | 64303       |
| Lahonce                         | 9,02             | Bayonne             | Nive-Adour                            | CA du Pays Basque     | 9,47       | 2462              | 64304       |
| Lantabat                        | 71,48            | Bayonne             | Pays de Bidache, Amikuze et Ostibarre | CA du Pays Basque     | 28,86      | 279               | 64313       |
| Larceveau-Arros-Cibits          | 75,92            | Bayonne             | Pays de Bidache, Amikuze et Ostibarre | CA du Pays Basque     | 18,08      | 425               | 64314       |
| Larrau                          | 73,36            | Oloron-Sainte-Marie | Montagne Basque                       | CA du Pays Basque     | 126,8      | 197               | 64316       |
| Larressore                      | 18,64            | Bayonne             | Baïgura et Mondarrain                 | CA du Pays Basque     | 10,76      | 2098              | 64317       |
| Larribar-Sorhapuru              | 19,35            | Bayonne             | Pays de Bidache, Amikuze et Ostibarre | CA du Pays Basque     | 10,65      | 186               | 64319       |
| Lasse                           | 68,97            | Bayonne             | Montagne Basque                       | CA du Pays Basque     | 14,79      | 335               | 64322       |
| Lecumberry                      | 69,78            | Bayonne             | Montagne Basque                       | CA du Pays Basque     | 58,09      | 173               | 64327       |
| L'Hôpital-Saint-Blaise          | 64,47            | Oloron-Sainte-Marie | Montagne Basque                       | CA du Pays Basque     | 2,11       | 65                | 64264       |
| Lichans-Sunhar                  | 69,74            | Oloron-Sainte-Marie | Montagne Basque                       | CA du Pays Basque     | 3,43       | 83                | 64340       |
| Licq-Athérey                    | 60,17            | Oloron-Sainte-Marie | Montagne Basque                       | CA du Pays Basque     | 17,87      | 204               | 64342       |
| Lohitzun-Oyhercq                | 61,75            | Bayonne             | Pays de Bidache, Amikuze et Ostibarre | CA du Pays Basque     | 17,52      | 202               | 64345       |
| Louhossoa                       | 58,86            | Bayonne             | Baïgura et Mondarrain                 | CA du Pays Basque     | 7,38       | 869               | 64350       |
| Luxe-Sumberraute                | 16,47            | Bayonne             | Pays de Bidache, Amikuze et Ostibarre | CA du Pays Basque     | 8,31       | 406               | 64362       |
| Macaye                          | 20,94            | Bayonne             | Baïgura et Mondarrain                 | CA du Pays Basque     | 19,75      | 585               | 64364       |
| Masparraute                     | 12,92            | Bayonne             | Pays de Bidache, Amikuze et Ostibarre | CA du Pays Basque     | 8,16       | 242               | 64368       |
| Mauléon-Licharre                | 57,41            | Oloron-Sainte-Marie | Montagne Basque                       | CA du Pays Basque     | 12,8       | 2950              | 64371       |
| Méharin                         | 23,66            | Bayonne             | Pays de Bidache, Amikuze et Ostibarre | CA du Pays Basque     | 12,73      | 276               | 64375       |
| Mendionde                       | 22,98            | Bayonne             | Pays de Bidache, Amikuze et Ostibarre | CA du Pays Basque     | 21,47      | 845               | 64377       |
| Menditte                        | 71,28            | Oloron-Sainte-Marie | Montagne Basque                       | CA du Pays Basque     | 6,33       | 200               | 64378       |
| Mendive                         | 60,99            | Bayonne             | Montagne Basque                       | CA du Pays Basque     | 41,77      | 163               | 64379       |
| Moncayolle-Larrory-Mendibieu    | 65,01            | Oloron-Sainte-Marie | Montagne Basque                       | CA du Pays Basque     | 16,27      | 309               | 64391       |
| Montory                         | 62,18            | Oloron-Sainte-Marie | Montagne Basque                       | CA du Pays Basque     | 20,45      | 310               | 64404       |
| Mouguerre                       | 8,97             | Bayonne             | Nive-Adour                            | CA du Pays Basque     | 22,57      | 5201              | 64407       |
| Musculdy                        | 70,14            | Oloron-Sainte-Marie | Montagne Basque                       | CA du Pays Basque     | 24,06      | 237               | 64411       |
| Ordiarp                         | 59,03            | Oloron-Sainte-Marie | Montagne Basque                       | CA du Pays Basque     | 29,71      | 534               | 64424       |
| Orègue                          | 19,49            | Bayonne             | Pays de Bidache, Amikuze et Ostibarre | CA du Pays Basque     | 36,43      | 484               | 64425       |
| Orsanco                         | 15,63            | Bayonne             | Pays de Bidache, Amikuze et Ostibarre | CA du Pays Basque     | 9,35       | 113               | 64429       |
| Ossas-Suhare                    | 65,06            | Oloron-Sainte-Marie | Montagne Basque                       | CA du Pays Basque     | 7,17       | 85                | 64432       |
| Osserain-Rivareyte              | 51,13            | Bayonne             | Pays de Bidache, Amikuze et Ostibarre | CA du Pays Basque     | 6,56       | 213               | 64435       |
| Ossès                           | 58,91            | Bayonne             | Montagne Basque                       | CA du Pays Basque     | 42,38      | 826               | 64436       |
| Ostabat-Asme                    | 56,83            | Bayonne             | Pays de Bidache, Amikuze et Ostibarre | CA du Pays Basque     | 15,26      | 194               | 64437       |
| Pagolle                         | 62,2             | Bayonne             | Pays de Bidache, Amikuze et Ostibarre | CA du Pays Basque     | 15,9       | 260               | 64441       |
| Roquiague                       | 74,02            | Oloron-Sainte-Marie | Montagne Basque                       | CA du Pays Basque     | 10,44      | 124               | 64468       |
| Sainte-Engrâce                  | 70,52            | Oloron-Sainte-Marie | Montagne Basque                       | CA du Pays Basque     | 72,69      | 193               | 64475       |
| Saint-Esteben                   | 23,12            | Bayonne             | Pays de Bidache, Amikuze et Ostibarre | CA du Pays Basque     | 13,71      | 409               | 64476       |
| Saint-Étienne-de-Baïgorry       | 53,74            | Bayonne             | Montagne Basque                       | CA du Pays Basque     | 69,44      | 1480              | 64477       |
| Saint-Jean-de-Luz               | 8,38             | Bayonne             | Saint-Jean-de-Luz                     | CA du Pays Basque     | 19,05      | 14198             | 64483       |
| Saint-Jean-le-Vieux             | 70,18            | Bayonne             | Montagne Basque                       | CA du Pays Basque     | 11,64      | 847               | 64484       |
| Saint-Jean-Pied-de-Port         | 68,37            | Bayonne             | Montagne Basque                       | CA du Pays Basque     | 2,73       | 1553              | 64485       |
| Saint-Just-Ibarre               | 62,13            | Bayonne             | Pays de Bidache, Amikuze et Ostibarre | CA du Pays Basque     | 30,03      | 215               | 64487       |
| Saint-Martin-d'Arberoue         | 18,09            | Bayonne             | Pays de Bidache, Amikuze et Ostibarre | CA du Pays Basque     | 14,69      | 324               | 64489       |
| Saint-Martin-d'Arrossa          | 54,75            | Bayonne             | Montagne Basque                       | CA du Pays Basque     | 18,43      | 538               | 64490       |
| Saint-Michel                    | 78,6             | Bayonne             | Montagne Basque                       | CA du Pays Basque     | 30,3       | 294               | 64492       |
| Saint-Palais                    | 19,19            | Bayonne             | Pays de Bidache, Amikuze et Ostibarre | CA du Pays Basque     | 7,54       | 1840              | 64493       |
| Saint-Pée-sur-Nivelle           | 20,19            | Bayonne             | Ustaritz-Vallées de Nive et Nivelle   | CA du Pays Basque     | 65,08      | 6888              | 64495       |
| Saint-Pierre-d'Irube            | 8,93             | Bayonne             | Nive-Adour                            | CA du Pays Basque     | 7,68       | 5167              | 64496       |
| Sames                           | 14,73            | Bayonne             | Nive-Adour                            | CA du Pays Basque     | 13,26      | 703               | 64502       |
| Sare                            | 58,8             | Bayonne             | Ustaritz-Vallées de Nive et Nivelle   | CA du Pays Basque     | 51,34      | 2670              | 64504       |
| Sauguis-Saint-Étienne           | 56,35            | Oloron-Sainte-Marie | Montagne Basque                       | CA du Pays Basque     | 8,81       | 170               | 64509       |
| Souraïde                        | 12,98            | Bayonne             | Baïgura et Mondarrain                 | CA du Pays Basque     | 16,86      | 1407              | 64527       |
| Suhescun                        | 60,49            | Bayonne             | Pays de Bidache, Amikuze et Ostibarre | CA du Pays Basque     | 11,83      | 172               | 64528       |
| Tardets-Sorholus                | 74,84            | Oloron-Sainte-Marie | Montagne Basque                       | CA du Pays Basque     | 14,99      | 551               | 64533       |
| Trois-Villes                    | 65,54            | Oloron-Sainte-Marie | Montagne Basque                       | CA du Pays Basque     | 6,39       | 129               | 64537       |
| Uhart-Cize                      | 79,61            | Bayonne             | Montagne Basque                       | CA du Pays Basque     | 11,66      | 805               | 64538       |
| Uhart-Mixe                      | 19,02            | Bayonne             | Pays de Bidache, Amikuze et Ostibarre | CA du Pays Basque     | 11,74      | 210               | 64539       |
| Urcuit                          | 9,02             | Bayonne             | Nive-Adour                            | CA du Pays Basque     | 13,69      | 2606              | 64540       |
| Urepel                          | 63,46            | Bayonne             | Montagne Basque                       | CA du Pays Basque     | 26,44      | 280               | 64543       |
| Urrugne                         | 9,65             | Bayonne             | Hendaye-Côte Basque-Sud               | CA du Pays Basque     | 50,57      | 10432             | 64545       |
| Urt                             | 18,8             | Bayonne             | Nive-Adour                            | CA du Pays Basque     | 18,99      | 2316              | 64546       |
| Ustaritz                        | 13,3             | Bayonne             | Ustaritz-Vallées de Nive et Nivelle   | CA du Pays Basque     | 32,75      | 6818              | 64547       |
| Villefranque                    | 9,07             | Bayonne             | Nive-Adour                            | CA du Pays Basque     | 17,17      | 2747              | 64558       |
| Viodos-Abense-de-Bas            | 65,35            | Oloron-Sainte-Marie | Montagne Basque                       | CA du Pays Basque     | 12,71      | 720               | 64559       |